# 汉阳大别山摩崖
汉阳大别山摩崖，位于中华人民共和国湖北省武汉市汉阳区晴川街道，是武汉市文物保护单位。

## 简介
大别山摩崖位于龟山北腰峭壁上。“大别山“3字自右向左横列。为楷书。“大”字长1.5米，宽1.35米。“别”字长1.32米，宽1.1米。“山”字长1.2米，宽1.1米。左侧竖排5行49个小字的边跋，其中42字大致可见，另有7字剥蚀难认。全文为：“吾歙方密庵□生补诗古文俱□□尤工□□攀窠大字□刿一时镌□足为江山增色也嘉庆壬申九月同里弟子鲍里星识”。大意为：“大别山”3字为安徽歙县人方密庵所书，其同乡弟子鲍里星于嘉庆十七年（1812年）九月记其事并刻于此。目前，“大别山”3字仍保存完好。

## 文物保护情况
1998年5月27日，被武汉市人民政府评为第四批武汉市文物保护单位。